# La Fontaine-Saint-Martin
Pour les articles homonymes, voir Fontaine et Fontaines-Saint-Martin.
La Fontaine-Saint-Martin est une commune française, située dans le département de la Sarthe en région Pays de la Loire, peuplée de 600 habitants (les Fontainois).
La commune fait partie de la province historique du Maine, et se situe dans le Haut-Maine (Maine blanc).

## Géographie

### Localisation
La Fontaine-Saint-Martin est une commune du canton de Pontvallain, située à 15 km au nord de La Flèche et 30 km au sud du Mans.

### Lieux-dits et écarts
- la Petite Porcherie
- la Porcherie
- le Chêne Vert
- le Réveille-Matin
- le Châtaignier
- les Glycines
- les Muriers
- la Loge
- la Vallée
- la Rochelle
- la Rouillerie
- les Quatre Vents
- les Bégros
- Caffernant
- la Brosse
- la Belle Entreprise.

### Communes limitrophes
| Mézeray             | Cérans-Foulletourte      | Oizé |
| Courcelles-la-Forêt | La Fontaine-Saint-Martin |      |
| Ligron              | Saint-Jean-de-la-Motte   |      |

### Hydrographie
La commune est traversée par la Vézanne.

### Climat
Pour des articles plus généraux, voir Climat des Pays de la Loire et Climat de la Sarthe.
En 2010, le climat de la commune est de type climat océanique dégradé des plaines du Centre et du Nord, selon une étude du CNRS s'appuyant sur une série de données couvrant la période 1971-2000. En 2020, Météo-France publie une typologie des climats de la France métropolitaine dans laquelle la commune est exposée à un climat océanique et est dans la région climatique Moyenne vallée de la Loire, caractérisée par une bonne insolation (1 850 h/an) et un été peu pluvieux.
Pour la période 1971-2000, la température annuelle moyenne est de 11,3 °C, avec une amplitude thermique annuelle de 14,5 °C. Le cumul annuel moyen de précipitations est de 686 mm, avec 11,6 jours de précipitations en janvier et 6,7 jours en juillet. Pour la période 1991-2020, la température moyenne annuelle observée sur la station météorologique de Météo-France la plus proche, sur la commune de Luché-Pringé à 10 km à vol d'oiseau, est de 12,4 °C et le cumul annuel moyen de précipitations est de 658,2 mm,. Pour l'avenir, les paramètres climatiques de la commune estimés pour 2050 selon différents scénarios d'émission de gaz à effet de serre sont consultables sur un site dédié publié par Météo-France en novembre 2022.

## Urbanisme

### Typologie
Au 1er janvier 2024, La Fontaine-Saint-Martin est catégorisée commune rurale à habitat dispersé, selon la nouvelle grille communale de densité à sept niveaux définie par l'Insee en 2022.
Elle est située hors unité urbaine. Par ailleurs la commune fait partie de l'aire d'attraction du Mans, dont elle est une commune de la couronne,. Cette aire, qui regroupe 144 communes, est catégorisée dans les aires de 200 000 à moins de 700 000 habitants,.

### Occupation des sols
L'occupation des sols de la commune, telle qu'elle ressort de la base de données européenne d’occupation biophysique des sols Corine Land Cover (CLC), est marquée par l'importance des forêts et milieux semi-naturels (65,5 % en 2018), en augmentation par rapport à 1990 (62,2 %). La répartition détaillée en 2018 est la suivante : 
forêts (64,9 %), prairies (13,8 %), terres arables (11,9 %), zones agricoles hétérogènes (8,8 %), milieux à végétation arbustive et/ou herbacée (0,6 %). L'évolution de l’occupation des sols de la commune et de ses infrastructures peut être observée sur les différentes représentations cartographiques du territoire : la carte de Cassini (XVIIIe siècle), la carte d'état-major (1820-1866) et les cartes ou photos aériennes de l'IGN pour la période actuelle (1950 à aujourd'hui).

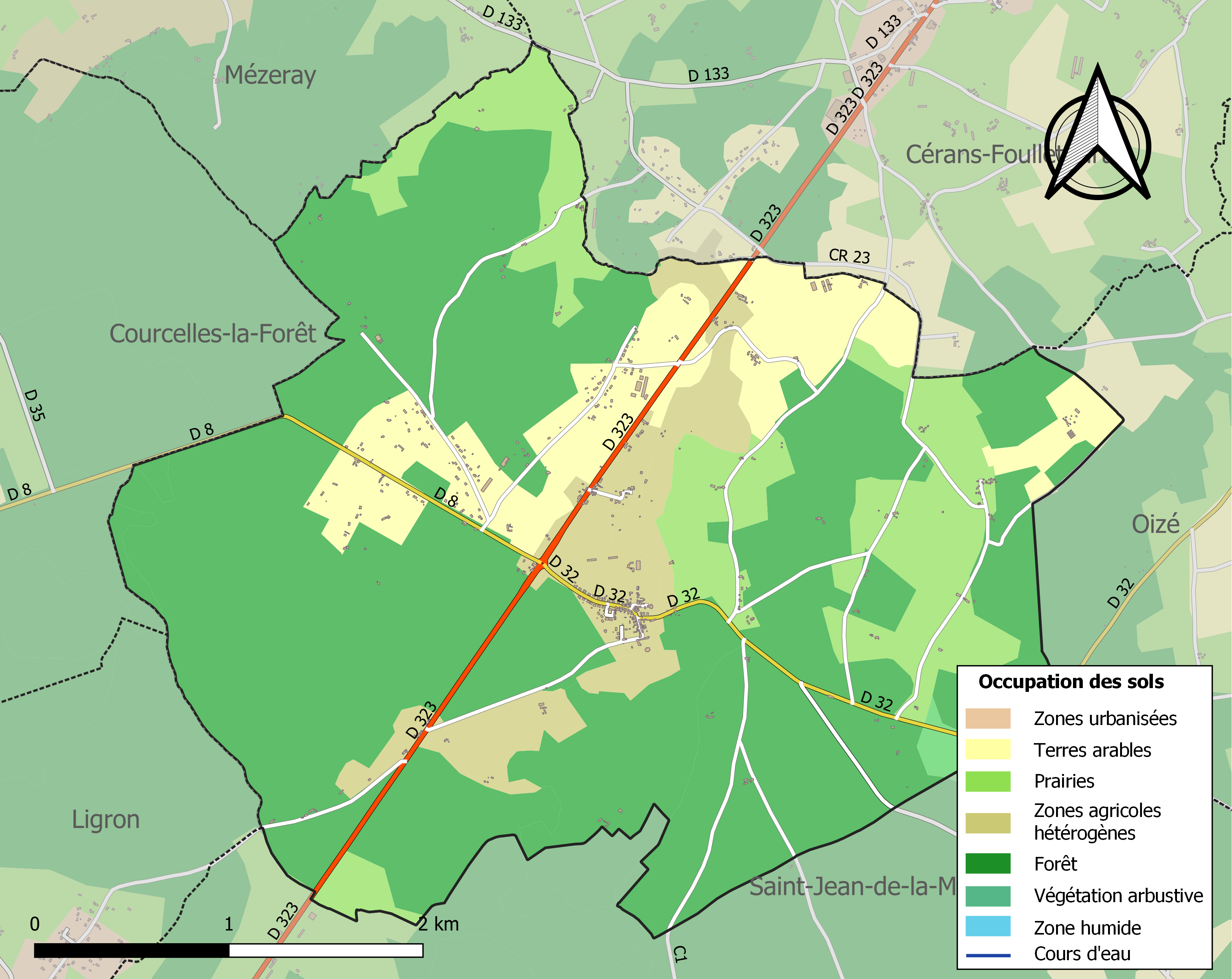
Carte des infrastructures et de l'occupation des sols de la commune en 2018 (CLC).

## Histoire
Les légendes de saint Martin expliquent la création de la commune. Saint Martin a fait jaillir de l'eau et cela a fait une fontaine[réf. nécessaire].
Au Moyen Âge, la paroisse de la Fontaine Saint Martin comprenait deux châtellenies : celle des religieuses bénédictines d'un prieuré conventuel fondé en 1117 et celle de la Fontaine Saint Martin, autrement dénommée la Segrairie. Cette dernière appartint aux comtes du Maine jusqu'en 1466, date à laquelle Charles d'Anjou, comte du Maine, la donna à Jean de Cherbaye, son écuyer de cuisine.
Les terres fieffées du Maurier et de La Bourne (aujourd'hui La Borne) étaient comprises dans la mouvance de ces châtellenies. En 1609, Benjamin Aubery du Maurier réunit la Segrairie à son domaine et en 1747, la Bourne fut incorporée au prieuré.
Le premier maire s'appelait Louis Simon.

## Politique et administration

### Liste des maires

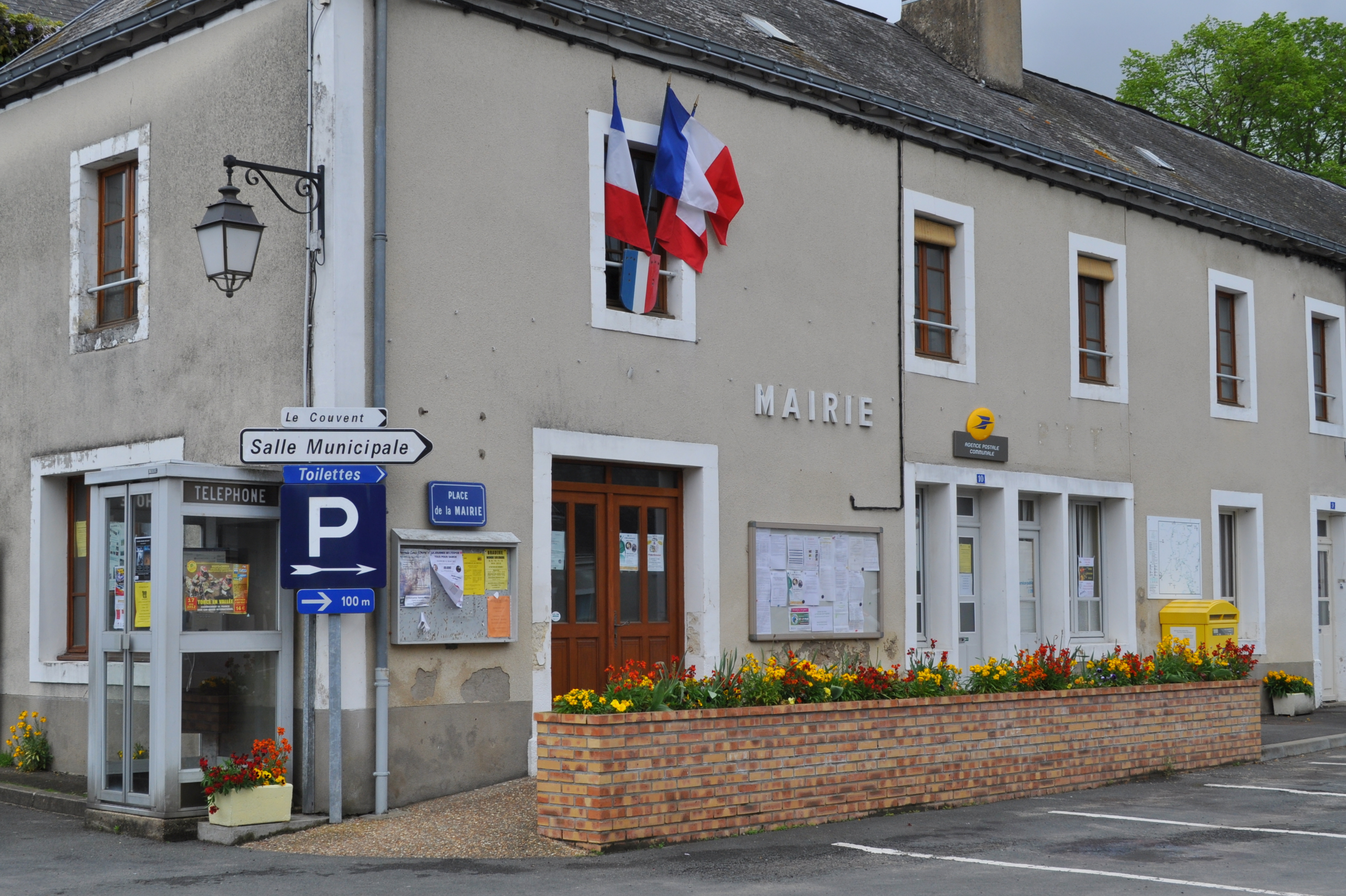
La mairie.

| Période                                  | Période   | Identité              | Étiquette | Qualité                |
| ---------------------------------------- | --------- | --------------------- | --------- | ---------------------- |
| Les données manquantes sont à compléter. |           |                       |           |                        |
| ?                                        | ?         | Julien Brier          |           | Horloger               |
| ?                                        | mars 2001 | Michel Hautreux       |           | Retraité               |
| mars 2001                                | sept 2009 | Stéphane Oloy         |           | Agriculteur            |
| septembre 2009                           | mars 2014 | Marie-Noëlle Couléard | SE        | Femme au foyer         |
| mars 2014                                | En cours  | Christophe Libert     | SE        | Inspecteur à la DGCCRF |

### Jumelages
- Visbek (Allemagne).

## Population et société

### Démographie
L'évolution du nombre d'habitants est connue à travers les recensements de la population effectués dans la commune depuis 1793. Pour les communes de moins de 10 000 habitants, une enquête de recensement portant sur toute la population est réalisée tous les cinq ans, les populations de référence des années intermédiaires étant quant à elles estimées par interpolation ou extrapolation. Pour la commune, le premier recensement exhaustif entrant dans le cadre du nouveau dispositif a été réalisé en 2005.
En 2022, la commune comptait 600 habitants, en évolution de −3,38 % par rapport à 2016 (Sarthe : −0,25 %, France hors Mayotte : +2,11 %).
| 1793 | 1800 | 1806 | 1821 | 1831 | 1836 | 1841 | 1846 | 1851 |
| ---- | ---- | ---- | ---- | ---- | ---- | ---- | ---- | ---- |
| 506  | 621  | 699  | 800  | 919  | 918  | 923  | 920  | 918  |

| 1856 | 1861 | 1866 | 1872 | 1876 | 1881 | 1886 | 1891 | 1896 |
| ---- | ---- | ---- | ---- | ---- | ---- | ---- | ---- | ---- |
| 875  | 876  | 909  | 794  | 779  | 746  | 705  | 721  | 684  |

| 1901 | 1906 | 1911 | 1921 | 1926 | 1931 | 1936 | 1946 | 1954 |
| ---- | ---- | ---- | ---- | ---- | ---- | ---- | ---- | ---- |
| 704  | 690  | 633  | 556  | 503  | 498  | 492  | 470  | 466  |

| 1962 | 1968 | 1975 | 1982 | 1990 | 1999 | 2005 | 2006 | 2010 |
| ---- | ---- | ---- | ---- | ---- | ---- | ---- | ---- | ---- |
| 485  | 512  | 433  | 487  | 447  | 463  | 551  | 554  | 614  |

| 2015 | 2020 | 2022 | - | - | - | - | - | - |
| ---- | ---- | ---- | - | - | - | - | - | - |
| 619  | 601  | 600  | - | - | - | - | - | - |

### Manifestations
- Journée des peintres en liberté, en mai.

## Économie
Élevages avicoles, porcins et bovins, bar, restaurant routier, cirque Arlette Gruss, peintre, électricien, menuisier, charpentier-couvreur, infographe.

## Culture locale et patrimoine

### Lieux et monuments
- Église Saint-Martin du XIIe siècle, renfermant deux statues en terre cuite du XVIIe siècle, dont une Vierge à l'Enfant, classées monuments historiques au titre d'objets[18],[19].
- Mur d'enceinte de la chapelle d'un prieuré de Bénédictines, vendu à la Révolution.
- Vitrail de François Fialeix (la légende de saint Martin).
- Château du Maurier, des XVIe et XIXe siècles, inscrit au titre des monuments historiques depuis 1992[20].
- Fontaine de Saint-Martin, située derrière l'église.
- Maison de Louis Simon (musée des traditions populaires).
- Lavoir.

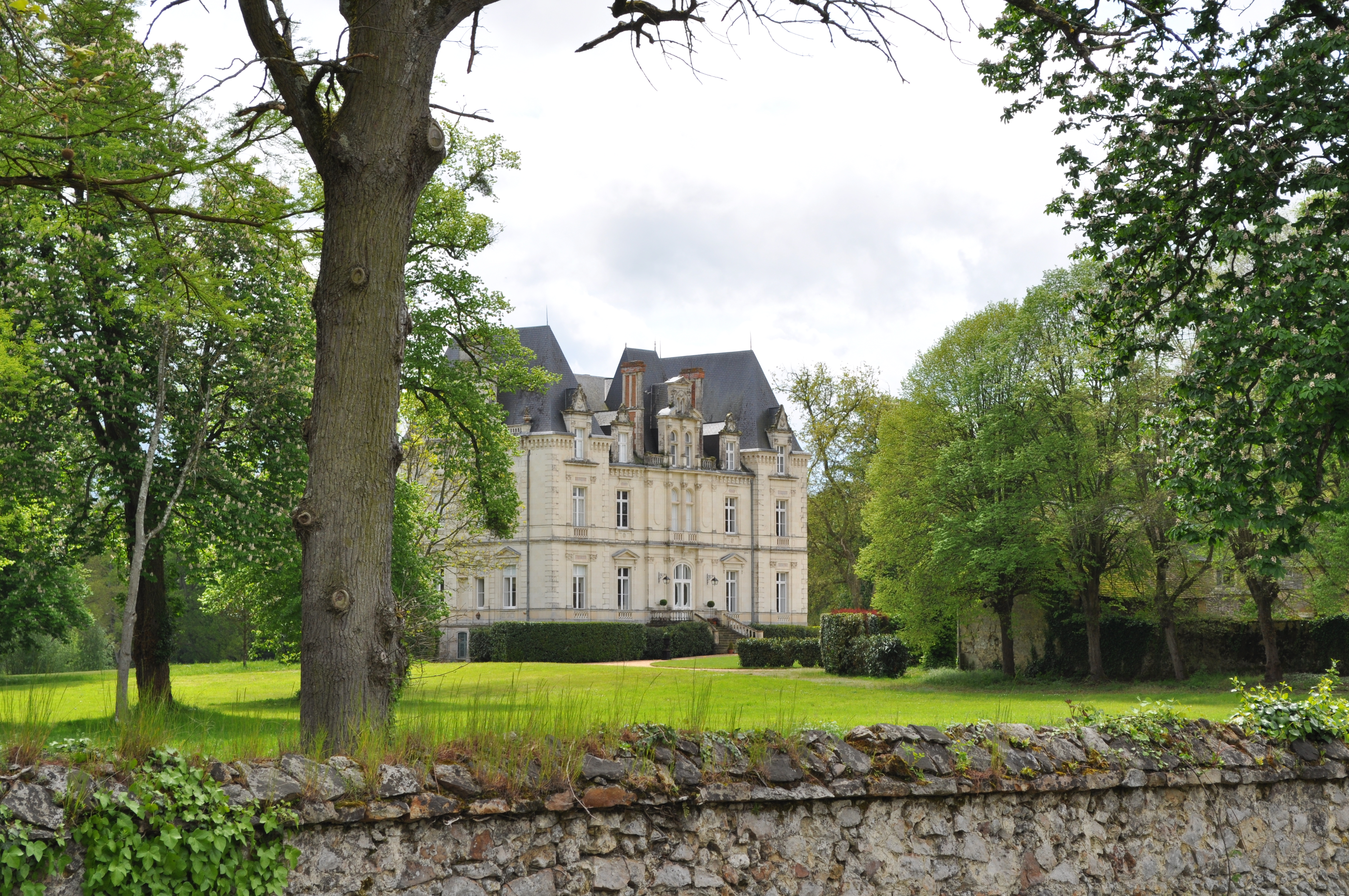
Le château du Maurier.
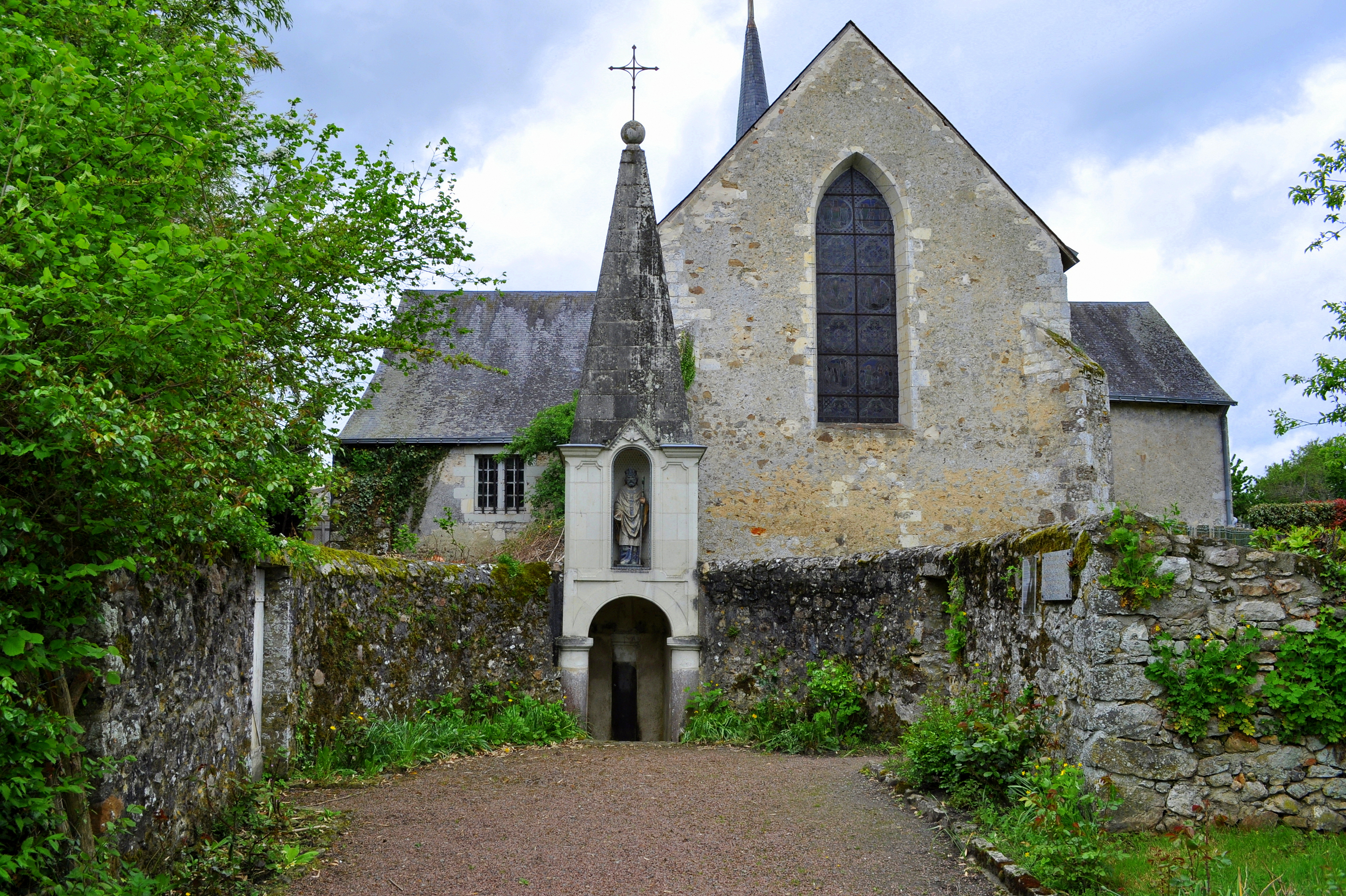
La fontaine de Saint-Martin.
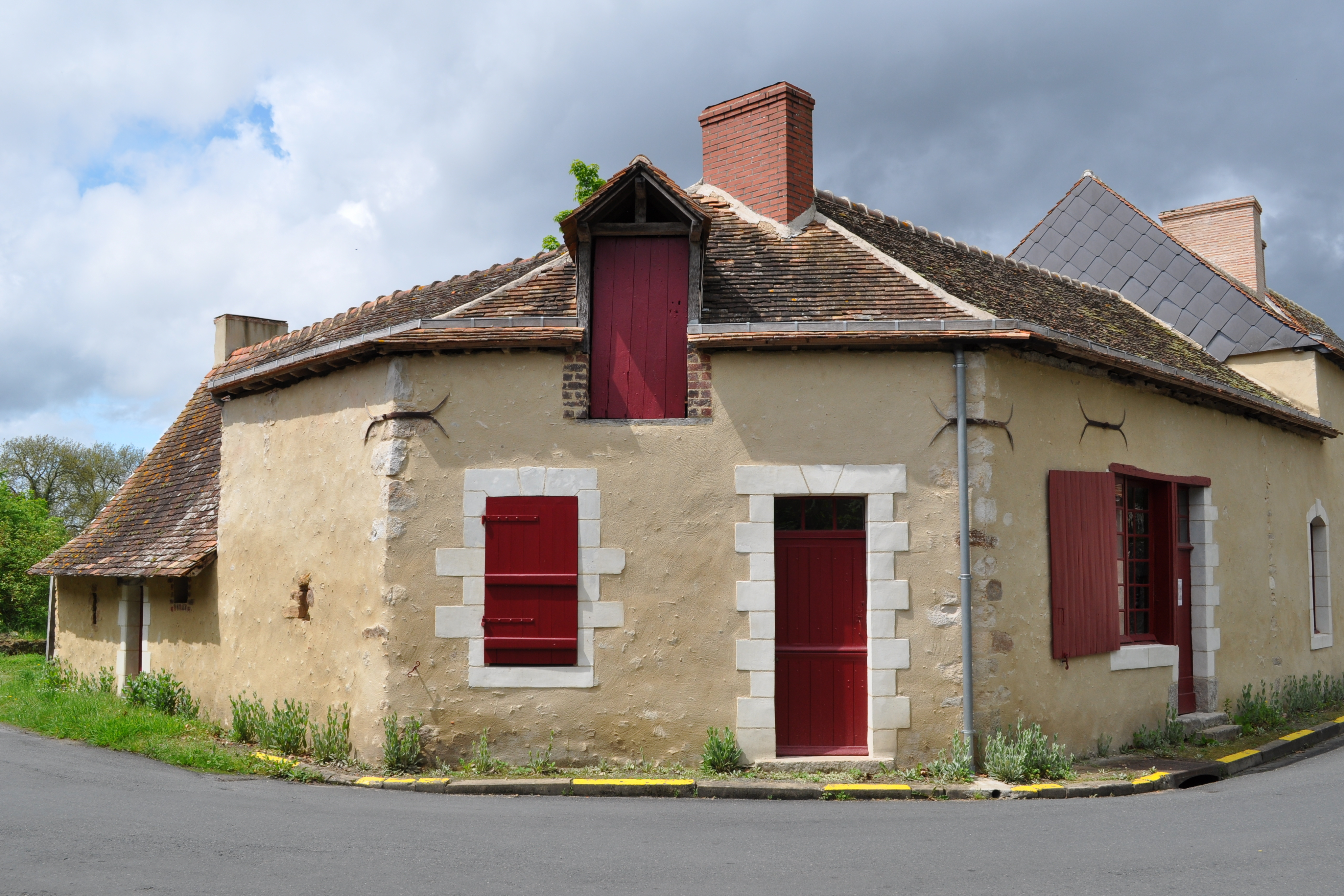
La maison de Louis Simon.
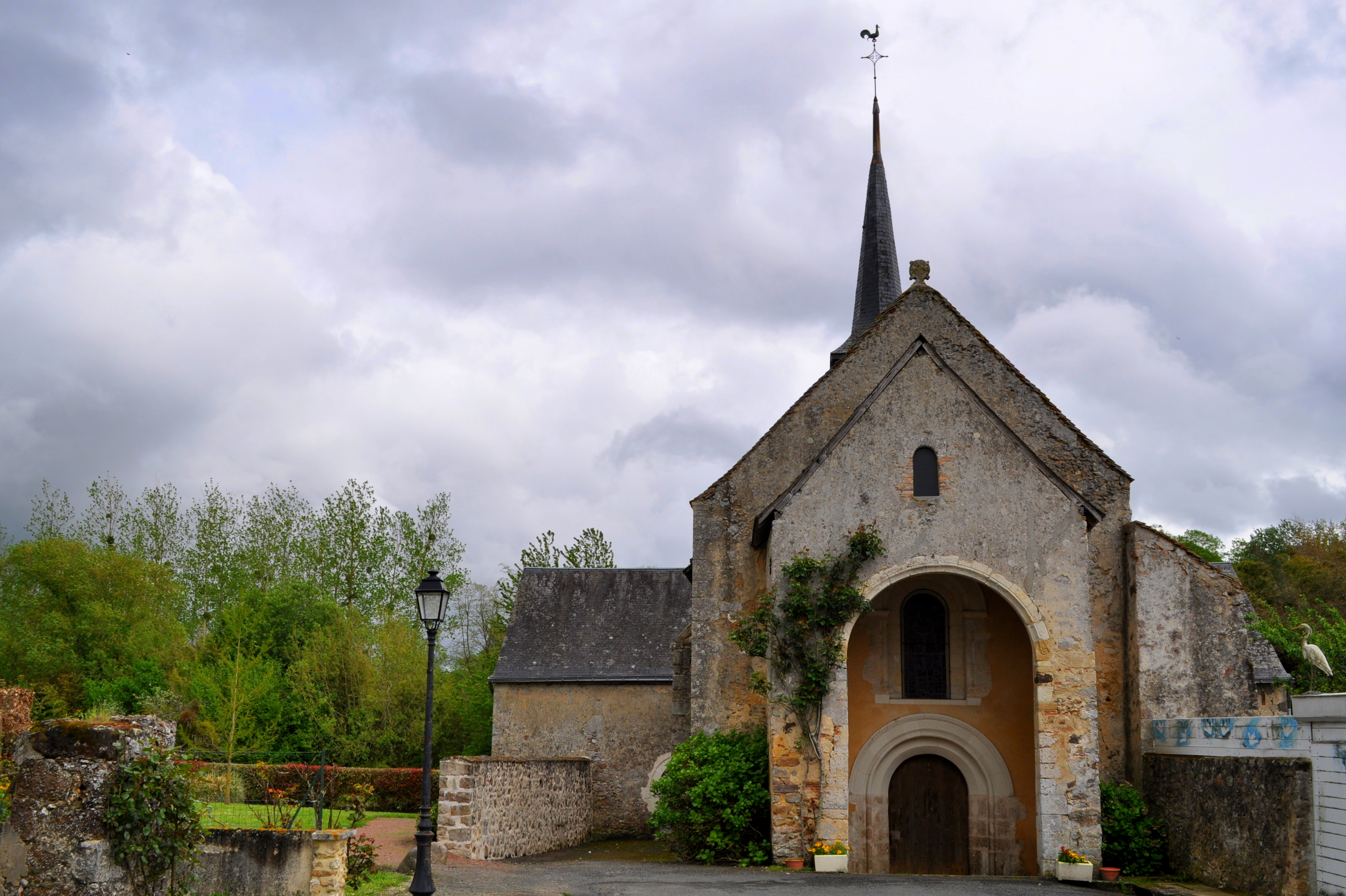
L'église Saint-Martin.
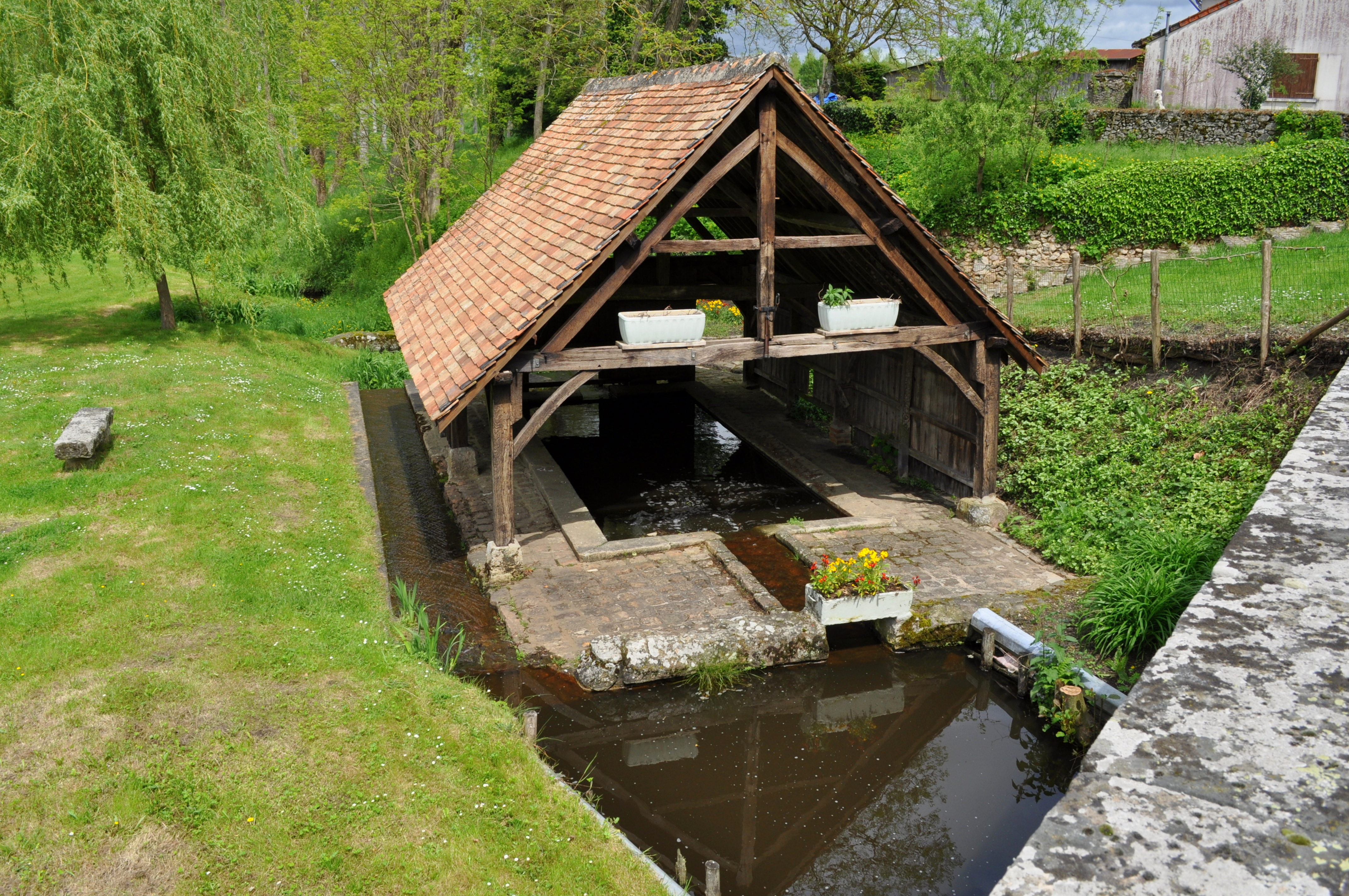
Le lavoir.

### Personnalités liées à la commune
- Louis Aubery du Maurier, historien (mort en 1687 à La Fontaine-Saint-Martin)
- Benjamin Aubery du Maurier, diplomate, père du précédent.
- Arlette Gruss, fondatrice du cirque du même nom et décédée à son domicile, dans la commune, en 2006. Le cirque est d'ailleurs officiellement domicilié sur la commune.